# Pointe-Claire
Pointe-Claire ist eine Stadt im Südwesten der kanadischen Provinz Québec. Sie liegt auf der Île de Montréal westlich von Montreal, hat eine Fläche von 18,90 km² und zählt 31.380 Einwohner (Stand: 2016).

## Geographie
Pointe-Claire liegt im Westen der Île de Montréal am Nordufer des Lac Saint-Louis, in der Region West Island. Die Gemeinde grenzt im Westen an Beaconsfield, im Nordwesten an Kirkland, im Norden an Dollard-Des Ormeaux und im Osten an Dorval. Das Stadtzentrum von Montreal ist rund 18 Kilometer entfernt.

## Geschichte
Die Entwicklung von Pointe-Claire begann 1698 mit der Rodung des Waldes für landwirtschaftliche Zwecke. 1713 folgte die Gründung einer Kirchgemeinde, nachdem kleinere Siedlungen entstanden waren. 1854 wurde die eigenständige Gemeinde Saint-Joachim-de-la-Pointe-Claire gegründet, die 1911 die kürzere Bezeichnung Pointe-Claire einführte. Nach der Eröffnung einer Bahnlinie der Grand Trunk Railway setzte ein spürbares Wachstum ein, wobei die Bevölkerungsmehrheit bald mehrheitlich englischsprachig war. Um 1900 war Pointe-Claire ein beliebtes Ziel für Wochenendausflüge und Ferienaufenthalte; die damals errichteten Hotels existieren heute jedoch nicht mehr. Erweiterungen des Gemeindegebiets erfolgten in den Jahren 1889, 1911 und 1958.
Am 1. Januar 2002 wurden 27 Gemeinden auf der Insel mit Montreal fusioniert. Besonders in Gemeinden mit einem hohen Anteil an Englischsprachigen regte sich Widerstand, da diese Maßnahme von der Provinzregierung der separatistischen Parti Québécois angeordnet worden war. Ab 2003 stellte die Parti libéral du Québec die Regierung und versprach, die Gemeindefusionen rückgängig zu machen. Am 20. Juli 2004 fanden in 22 ehemaligen Gemeinden Referenden statt. In Pointe-Claire sprachen sich 90,0 % der Wahlbeteiligten für die Trennung aus. Die Gemeinde wurde am 1. Januar 2006 neu gegründet, musste aber zahlreiche Kompetenzen an den Gemeindeverband abtreten.

## Bevölkerung
Gemäß der Volkszählung 2011 zählte Pointe-Claire 30.790 Einwohner, was einer Bevölkerungsdichte von 1630,8 Einw./km² entspricht. 52,8 % der Bevölkerung gaben Englisch als Hauptsprache an, der Anteil des Französischen betrug 22,1 %. Als zweisprachig (Französisch und Englisch) bezeichneten sich 2,1 %, auf andere Sprachen und Mehrfachantworten entfielen 23,0 %. Zu den bedeutendsten nichtoffiziellen Hauptsprachen gehörten Chinesisch (3,4 %), Italienisch (2,1 %), Spanisch (1,7 %) und Arabisch (1,5 %). Ausschließlich Englisch sprachen 25,5 %, ausschließlich Französisch 4,1 %. Im Jahr 2001 waren 51,2 % der Bevölkerung römisch-katholisch, 28,5 % protestantisch, 2,9 % orthodox und 11,8 % konfessionslos.

## Verkehr und Wirtschaft
Zwei Autobahnen durchschneiden das Stadtgebiet in einem Abstand von rund zwei Kilometern, die Autoroute 20 zwischen Montreal und Toronto sowie die Autoroute 40 in Richtung Ottawa. Wichtige Querverbindungen sind der Boulevard Saint-Jean und der Boulevard des Sources in Richtung Pierrefonds-Roxboro. Die Stadt besitzt drei Bahnhöfe an der Haupteisenbahnlinie Montreal–Toronto (Valois, Pointe-Claire, Cedar Park); es verkehren exo-Vorortszüge vom Montrealer Bahnhof Lucien-L’Allier nach Vaudreuil-Dorion. Mehrere Buslinien der Société de transport de Montréal stellen Verbindungen mit den Nachbargemeinden her.
Beidseits der Autoroute 40 erstreckt sich eine ausgedehnte Industrie- und Gewerbezone mit Dutzenden von Unternehmen. Dort befindet sich auch Fairview Pointe-Claire, eines der größten Einkaufszentren auf der Île de Montréal mit über 200 Geschäften.

## Persönlichkeiten
- William Tritt (1951–1992), Pianist
- Patricia Noall (* 1970), Schwimmerin
- Krista Sutton (* 1970), Schauspielerin
- Bryan Moody (* 1972), Badmintonspieler
- Britta Knöller (* 1975), Filmproduzentin
- Amanda Brugel (* 1978), Schauspielerin
- Adam McLeish (* 1979), Snowboarder
- Alexandre Burrows (* 1981), Eishockeyspieler
- Evelyne Brochu (* 1982), Schauspielerin
- Tiiu Nurmberg (* 1982), kanadisch-estnische Skirennläuferin
- Rhian Wilkinson (* 1982), Fußballspielerin
- Drew Paris (* 1988), Eishockeyspieler
- Louis Leblanc (* 1991), Eishockeyspieler
- Charlotte Legault (* 1991); Schauspielerin und Sängerin
- Mike Matheson (* 1994), Eishockeyspieler
- Lauriane Rougeau (* 1990), Eishockeyspielerin
- Dominic Turgeon (* 1996), kanadisch-US-amerikanischer Eishockeyspieler